# جائزة إسبانيا الكبرى 1996
جائزة إسبانيا الكبرى 1996 هو سباق فورمولا 1 أقيم بتاريخ 2 يونيو 1996 في حلبة دي كاتلونيا، برشلونة، إسبانيا. كان السابع من أصل 16 في بطولة العالم لسباقات الفورمولا واحد موسم 1996. حلّ الألماني مايكل شوماخر أولا بينما جاء الفرنسي جان إليزي في المركز الثاني وحصل على المركز الثالث الكندي جاك فيلنوف.